# SDガンダムフォース
『SDガンダムフォース』（エスディーガンダムフォース、Superior Defender Gundam Force）は、2003年にアメリカで先行放送され、2004年1月7日から12月29日までテレビ東京系列で放送されたテレビアニメ。同時期にBSジャパンでも時差放送された。通称『SDGF』。

## 概要
TVアニメガンダムシリーズの10作目にして、ガンダム生誕から25周年という節目に製作。また、SDガンダム諸作品のうち、サンライズ谷原スタジオが母体となり、当初からTVアニメーションとして制作された初の作品で、日本TVアニメ史上初のフル3DCGアニメーションでもある。バンダイがアメリカにおいてSDガンダムの商品展開するにあたって企画・製作されたもののため、アメリカで先行放送され、製作の基準もアメリカの基準に則っている部分が多い。ただし、アメリカでは第2クール（26話）までの放送に終わっている。
『武者・騎士・コマンド SDガンダム緊急出撃』と同様に、それぞれテーマジャンルが異なる3部門のシリーズキャラクターが集った作品でもある。その商品展開上の性質から、原則として登場する人物以外のキャラクターは、ガンダムシリーズの中でも過去にアメリカでTV放送済みか、または正規映像ソフトがアメリカで発売済みの作品をモチーフとするものとされている。また、登場するキャラクターの一部は過去のSDガンダム作品に出典を持つ。他にも過去に発売されたSDガンダムシリーズのデザインが流用されており、ラクロア・天宮の主要なキャラクターは、『SDガンダム英雄伝』でのリニューアルデザインをベースとし、その他のキャラクターは、ラクロア側は『新SDガンダム外伝 鎧闘神戦記』の主要キャラクターと機兵、天宮側は『新SD戦国伝 超機動大将軍編』の主人公と敵側となっている。

## ストーリー
人とロボットが共存する未来都市ネオトピアを舞台に、別の次元からやってきた「ダークアクシズ」と戦う「ガンダムフォース」の活躍とシュウト少年との交流を描く。
やがて、「ダークアクシズ」の脅威にさらされる別の次元『異次元世界（ソラ・ディオラーマ）』にある二つの国、騎士ガンダム（ナイトガンダム）の国「ラクロア」と武者頑駄無（むしゃガンダム）の国「天宮（あーく）」へと戦いの舞台は移っていく。

## 武器・必殺技

### ネオトピア

#### キャプテンガンダム/ハイパーキャプテンガンダム
ライトライフル・ライトシールド
キャプテンガンダムが戦闘形態のときに装備する主武装。ライトライフルはキャプテンが主に使用しているビームライフルで、遠距離射撃が可能。しかし、コムサイのビーム攻撃やクレーンロボの攻撃、グラップラーグフの斬撃で大破するなど耐久力は低い。弾数は最大5発。
ライトシールドはハイブリッド装甲で造られたショットパイル内蔵型シールドで、ザッパーザクのFZマシンガンやザコソルジャーのザコマシンガンなどの実体弾だけでなく、耐ビームコーティングも施されており、コムサイのビーム砲やジェネラルジオングの指部メガ粒子砲をも防ぐことができる。また、回転させることでビーム撹乱幕を発生させることができる。
ヘビーマシンガン・ヘビーシールド
ヘビーウェポンを装備した時に装備されている主武装。ヘビーマシンガンはライトライフルに代わるビームマシンガンで、威力はライトライフルより劣るが、連射性は高い。
ヘビーシールドは、ライトシールドを強化版。耐久性が増した他、ミサイルやヴィンチが内蔵されている。
後にハイパーキャプテンになった時にも装備していたが、暴走したビグザムとの戦闘時において両方の弾切れに伴い放棄された。
フルスペック・ビークルユニット
ヘビーシールド・ヘビーマシンガン・ショルダーミサイルランチャー・キャタピラが合体したサポートメカ。劇中では登場しないオリジナルメカ。「SDコマンド戦記 G-ARMS」のキャプテンガンダムのサポートメカであるガンアーマーを意匠としている。
オプションV/オプションF/オプションZ
キャプテンガンダムのバックパックの種類。オプションV、オプションF、オプションZの順にバーニアの出力が高くなっている。オプションVは、接近戦の場合にはVロッド（またはビームサーベル）、遠距離戦の場合にはビームキャノンになる優れもので、バーニアの出力が一段と上がっている。オプションFは試作ロケットブースターのノウハウを基に開発され、主に空中戦や高速戦闘に優れている。そしてオプションZが、攻撃力とバーニアの出力がかなり上がっており、武器はハイパーメガランチャー・ミサイルポッド・ビームガトリングと種類が増えているほか、合体前では機首にはミサイルランチャーが内蔵されている。
それぞれの由来は、オプションVはロッド（ビームサーベルの柄）がバックパック上にV字型に立っているからであり、オプションFはフルバーニアンの英語表記（FULL-BURNERN）の頭文字から、オプションZは最終形態を表したZから。モチーフに関しては、オプションFはゼフィランサス・フルバーニアンのユニバーサル・ブースト・ポッド、オプションZはウェイブライダーにオーキスとGクルーザーの要素を盛り込んだ形状となっている。
Vロッド
キャプテンがオプションVに換装した時に装備している両長巻型の槍。長柄武器だけでなく、片方だけを装備することでビームサーベルとして運用することも可能（作中ではプロフェッサーガーベラ戦にて使用）。刃の部分は、刃と言えるほどは伸びず、薄くビームの膜を形成したようなものになる。回転させることで攻撃を防いだり、肩に収納されているときはビームキャノンにもなる攻防一体の万能武器である。なお、ハイパーキャプテン時にもこの武器が装備されている。『機動戦士ガンダム』のガンダムの武器であるビームジャベリンが原型だが、そちらの槍は一つであり、使用用途からビームナギナタに近い。
腕部グレネード/腕部ビームガン
キャプテンの両下腕部にグレネードは各2門、ビームガンは各1門ずつ施されている。初期はグレネードだったが、ハイパーキャプテンになってビームガンに改装された。グレネードは破壊力に、ビームガンは連射性に優れている。
ハイパーメガランチャー・ビームガトリング・シールド
キャプテンがオプションZに換装した時に装備している兵器。オプションZの下部に収納されているハイパーメガランチャーは破壊力は抜群だが、ビームガトリングより消耗が激しく、ビームガトリングは連射性に優れており、オプションZの両側面に各1基搭載されている。シールドはオプションZ機首下部に搭載されているが、劇中では未使用。
原型はハイパーメガランチャーはガンダムF90II ロングレンジタイプのロングレンジライフル、ビームガトリングがガンダム5号機のジャイアントガトリング、シールドはΖガンダムのシールド。
キャプテンパンチ
シュウトの応援とソウルドライブをシンクロさせ、エネルギーを拳に集中させて敵を殴りつける。
獅子の牙
ヘビーウェポンキャプテンの必殺技。ガンビーグルモードに変形し、周りからIフィールドを発生させて体当たりする。
ハイパーキャプテンパンチ
ハイパーキャプテンの必殺技でキャプテンパンチブースターによる推進力により攻撃力が増したキャプテンパンチ。
Vアタック
ハイパーモードに切り換え、エネルギーをチャージし、Vアンテナから発射する。

#### ガンバイカー
SVミサイルポッド
ガンバイカーの後部に2基搭載されている6門のミサイルポッド。
原型はΖΖガンダムの21連装ミサイルランチャー。

#### ガンイーグル
エアリアル・ビームライフル
ガンイーグルが装備しているビームライフル。その威力はキャプテンのライトライフルをも上回る。ちなみに、発射口がフィン・ファンネルの形のようになっている。
フィングライドユニット
ガンイーグルが装着しているバックパック。高速移動時には推進器が下に向けて可動する。原型はνガンダム （ダブルフィン・ファンネル装備）が装着しているダブルフィン・ファンネルだが、飛行ユニットであるため、オールレンジ攻撃はできない。
エアリアル・スティンガー
フィングライドユニットの推進器を下げ、錐揉み飛行しながら体を回転させ、突撃すると同時に相手を斬りつける。

#### ガンダイバー/ガンチョッパー
シュノーケルビームトライデント
ガンダイバーズが接近戦の時に使用する三叉の槍で、バックハイドロユニットの側面上部に収納されている。キャプテンが使用するビームサーベル（後述）と異なり、水中でもミノフスキー粒子が減衰することなくビーム刃が出せる。
ビームブーメラン
ガンダイバーズが遠距離戦時に使用するブーメランで、バックハイドロユニットの両側面に収納されている。
ビームガトリングガン・ミサイルランチャー
ガンチョッパーズの火器各種。
バックハイドロユニット
ガンダイバーズが装着している海戦仕様バックパック。これを使ってのサブマリンフェイズの変形ができる。デザインはリ・ガズィ (B・W・S装備)が装着しているB・W・S（バックウェポンシステム）だが、分離はできない。
バックジャイロユニット
ガンチョッパーズが装着している空戦仕様バックパック。これを使ってのヘリコプターフェイズの変形ができる。なお、このバックパックは主任カオ・リンがバックハイドロユニットを空戦仕様に改修したものらしい。
マキシマムスパイラル
七人が輪になり、両腕から展開されたスクリューで渦巻きを発生させる。
レインボーボルテックスシュート
1号を中心に七人が六角形のような形に合体し、一矢乱れぬ動きでビームブーメランを投げつける。技名から表す通り、投げられたブーメランは中央のブーメランを軸に渦（「ボルテックス（vortex）」とは英語で渦を意味する）を描くように高速回転する。

#### マドナッグ
ビームマシンガン・ロングビームライフル
マドナッグが装備しているビーム兵器。設定では連結させることでメガ・ビームランチャーとして運用が可能。
ロングビームライフルは、「GUNDAM WEAPONS」のガンダムGP04Gの武器ロングビームライフルが原型。なおビームマシンガンは、『機動戦士ガンダム0083』のガーベラ・テトラが装備している。

#### 共通
バルカン
ほとんどのモビルディフェンダーの頭部にある、ガンダムシリーズではお馴染みの火器。
ビームサーベル
キャプテン・ガンイーグル・マドナッグが接近戦の時に使用する剣状の武器。水中では出力が減衰する（一瞬しかビーム刃を発生できない）ため水中戦には向いていない。ビームサーベルは使われているモビルディフェンダーによって収納されている部分は異なっていてキャプテンガンダムはバックパックの左側、ガンイーグルはフィングライドユニット、マドナッグはバックパックのサーベルラックに収納されている。
グレネードランチャー
キャプテン・ガンイーグル・ガンダイバーズ（ガンチョッパーズ）・ガンパンツァーの腕に装備されている火器。実際に使用したモビルディフェンダーは少なからずともキャプテンとガンダイバーのみ。なお、ガンダイバーは魚雷として使用している。

### ラクロア世界の武具
全ての騎士ガンダムもしくはMS族と人間が所有する武器と防具。天宮の武具と違う点は、これらは個人それぞれが契約する精霊によって貸し与えられる一種の契約書のような物で各自の契約精霊の力を武器の形で具現化している。通常時は異次元＝精霊世界にて安置されているが、契約者の意思により通常世界へと具現化する。
オーソドックスな形の物で剣・盾・マントの形をとり、基本的にそれぞれが攻撃魔法・防御魔法・飛行魔法の魔術発動に必要となる。ただし、魔術師自身の魔力が著しく低下した場合、もしくはダークホール内部にいた場合、契約精霊との魔術干渉が途切れるために使用不可能となり魔法も使えなくなる。
精霊から貸し与えられるのは剣と盾のみで、マントについては精霊ではなく特定の相手（劇中ではリリ姫）によって「授与」される事で飛行魔法を唱えられる形となる（魔力がないととても小さく堅い）。劇中にマントを貸し与えた精霊は確認されていない。
契約者の技量にもよるが、一人の人物に対して複数の精霊を同時契約することが可能。その場合は具現化した精霊以外の契約武具は仕様できなくなる。
上位精霊の場合、己自身が武具と化して武器・鎧となる事が可能。

#### 翼の騎士ゼロ
ヴァトラスソード・ブリティスシールド・ツインバスターソード
騎士ゼロの契約武具。初期契約の精霊から貸し与えられたヴァトラスソードは『SDガンダム外伝 円卓の騎士編』の主人公キングガンダム二世こと皇騎士ガンダムの愛剣が原型。同じく盾の名の由来は同キングガンダム二世の治める国・ブリティス王国から。
ツインバスターソードはフェザードラゴンの尾部が武具化した物で、ゼロがフェン（フェザードラゴン）と融合した時のみ使用する事が出来る(正式契約を結んでいない為普段は使えない)。武器そのものが対であり合体させることが可能。
名前の由来は『新機動戦記ガンダムW』のウイングガンダムゼロ及び『新機動戦記ガンダムW Endless Waltz』のウイングガンダムゼロ（EW版）の武器であるツインバスターライフルからで、原型は『SDガンダム英雄伝』の流麗騎士ウイングガンダムゼロの武器「ツインキャリバー」から。
ウイングソード
武者修行していた頃のゼロが使用していた剣。キャンサーとの戦闘で刀身が折れてしまったが、必殺魔法は使用できる。
ヴァイオレットトルネード
すみれ色の薔薇の花びらと共に竜巻を巻き起こす。
ラクロアンクレセント
三日月状の風の刃を発生させ、相手を切り裂く所謂「飛ぶ斬撃」。
ゼロディスペルソード
無数の光の剣を発射させ敵を串刺しにする。
インフィニティウィンズ
ゼロカスタムの必殺技。魔力をツインバスターソードに集中させ、光の刃を発射させ、相手を真っ二つにする（または貫く）超魔法。

#### 嵐の騎士トールギス
ドーバーソード・アレストシールド・グリフォンランサー・グリフォンクロー
トールギスの契約武具。初期契約の精霊から貸し与えられたのはドーバーソードのみで、普段は手慰みの羽根として形を変えている。名前の由来は『新機動戦記ガンダムW』のトールギスの武器ドーバーガンからで、原型は『SDガンダム英雄伝』の迅風騎士トールギスの武器「ドーバーソード」から。
グリフォンランサーはトールギスが契約した後にその証としてと共に貸し与えた大型の槍。グリフォンクローはグリフォンの後ろ足の爪が武具化した手甲鉤。ただしこの契約は正規の手続きを行っていないため、グリフォンランサーは合体しないと使用する事が出来ない。アレストシールドは強制契約を行ったグリフォンを拘束させるためのマジックアイテムでもある。原型は同トールギスが装備しているシールド。
ダークネス・ドーバー
ドーバーソードを振り下ろした際に発生した飛ぶ斬撃で相手を切り裂く。
ドーバーソード十字斬り
ドーバーソードを十字に振るい敵を斬りつける。
トールギスモンスーン
暴風を発生させ、相手を吹き飛ばす他、動きを鈍くする。
トールギスサンダー
ドーバーソードに電流を帯びさせ、溜めた電流を放電する。また、破壊光弾のように飛ばす事もできる。
ダークネス・グリフォンスレイヤー
グリフォントールギスの必殺技。グリフォンクローにダークマナを注ぎ込んで形成された巨大なエネルギーの刃を伸ばし相手を切り裂く（又は串刺しにする）。

#### 暴風の騎士ヴァイエイト
ストーム・マジックチャージャー
ヴァイエイトの背部に2基装備されている契約武具。原型はヴァイエイトが装備しているジェネレーター。
ターボワンド
ヴァイエイトの契約武具。原型はヴァイエイトが装備しているビームキャノン。
デュアル・ストームペイン
ストーム・マジックチャージャーに蓄えられた風のエネルギーをターボワンドより放ち、相手を吹き飛ばす。

#### 轟雷の騎士メリクリウス
サンダー・マジックチャージャー
メリクリウスの背部に10基装備されている契約武具。原型はメリクリウスが装備しているプラネイトディフェンサー。
エレクトロバクラー
メリクリウスのバックラー型の契約武具。原型はメリクリウスが装備しているクラッシュシールド。
プラネイト・サンダーレイジ
サンダー・マジックチャージャーに蓄えられた雷のエネルギーをエレクトロバクラーより発射する。

#### ラクロア親衛隊
彼らの武器は、バトールが4連装ボーガン（意匠：ガトリングガン）、ロックがショーテル（意匠：ヒートショーテル）、ナタクが多節三叉槍（意匠：ドラゴンハング+ビームトライデント）と薙刀（意匠：ビームグレイブ）。

#### 氷刃の騎士ディード/騎士デスサイズ
デスシザーズ・シールド・スティールデスシザーズ
騎士ディードの契約武具。初期契約の精霊から貸し与えられたデスシザーズは「新機動戦記ガンダムW」のガンダムデスサイズの武器であるビームサイズが原型だが、劇中では錨のような形状をしている。柄の長さを自在に変える事が可能である。シールドは、クローがついた攻防に優れた盾。正式名称は不明。原型は同ガンダムデスサイズの武器バスターシールドから。
スティールデスシザーズは、ディードがスティールドラゴンを契約した後にその証として貸し与えられた闇の鎌でスティールドラゴンの尾部が具現化したもの。『新機動戦記ガンダムW Endless Waltz』のガンダムデスサイズヘル（EW版）の武器であるビームシザーズが原型だが、形状は『新機動戦記ガンダムW デュアルストーリー G-UNIT』のガンダムグリープのビームランサーに近い。
スティールデスクローク
騎士デスサイズが纏っているスティールドラゴンの翼が具現化したマント。普段は体を包み込むように閉じているが、戦闘時には展開することができる。
元デザインは『新機動戦記ガンダムW Endless Waltz』のガンダムデスサイズヘル（ED版）が纏っているアクティブクロークから。

#### 狂戦士エピオン/ワイバーンエピオン
魔剣エピオン
狂戦士エピオンの封印されている剣。状況から闇の精霊の一体が魔剣の形で封印されている模様。ラクロア城最下層で封じられ、その存在と所在は王家の者と親衛隊のみ知らされていた。傷つけた者を食らう＝吸収する事で後々宿主となる騎士に力を与え、最終的にその肉体を支配する。『新機動戦記ガンダムW』のガンダムエピオンのヒートロッドが原型。
ダークネス・グリフォンスレイヤー
狂戦士エピオンがグリフォントールギスの必殺技を魔剣エピオンから放つ。
デュアル・ストームペイン/プラネイト・サンダーレイジ
ワイバーンエピオンの口からヴァイエイトとメリクリウスの必殺技を光線状に放射する。

### 天宮
武者頑駄無とMS族が所有。武器に関しては名刀など一般等の鍛冶が作り出したもので、扱いを間違えれば普通に折れる。ただし、鎧に関してはナノスキンシステムという謎の自己回復システムによって、斬られても飯を食えば早く直り、放っておいても時間が経てばくっつき、再生する（それぞれ爆熱丸、阿修羅丸、騎馬王丸を参照）。装着する事で神経が一体化する模様。虚武羅の鎧など自我意思の持つ物もある。

#### 爆熱丸
五聖剣（ごせいけん）
その昔、神天地武道刀（しんてんちぶどうとう）と呼ばれた名刀が分裂したと言われる五本の刀。それらは五聖剣之神、五聖剣之天、五聖剣之地、五聖剣之武、五聖剣之道として今も存在する。
爆熱丸の師匠である覇王丸はそのうちの「武」と「道」を所持しており、後に爆熱丸へと託した。爆熱丸は右に武、左に道を携えている。武は阿修羅丸戦で阿修羅丸の棍棒によって叩き折られたが、完全善大将軍によって修復される。また、剣を失った銀翼の騎士ゼロカスタムに貸し与えられたこともある。残りの剣の所在は不明。
初期の構想では、師である覇王丸の所に爆熱丸が戻った際に彼を慕う女の子と共によって残りの刀も登場する予定だった。そのため、残りも覇王丸が所持している可能性がある。
爆心の鎧
心清らかなものしか着ることの出来ないと伝えられる鎧で、それ以外のものが着ようとすると燃やされる。ゼロも着ようとしたことがある。ラクロア風でいうなら魔法の鎧。
着用時には多大な精神力を要するが、かつて武里天丸はこれを必殺技である「爆界天昇」を使いつつ（特に精神が消費される）、一ヶ月の間も着続けていた。また、着用すると傷が急速に癒える特殊な効果がある。経歴は不明。虚武羅丸が鎧の発動を見ただけで撤退するほどの代物。
原型は『新SD戦国伝 超機動大将軍』の武者號斗丸の爆熱の陣形態から。武者烈伝・零にも名前の字が一部違うものの、酷似した装備が登場する。
天驚剣（てんきょうけん）
五聖剣で円を描き、交差に斬りつけると同時に炎の刃を飛ばして相手を斬る。爆心丸でも似たような技を使えるが、その状態で技名を言ったことはない。
名前の由来はゴッドガンダムの必殺技「石破天驚拳」から。
大回転天驚剣（だいかいてんてんきょうけん）
体を一回転させてから相手を斬る天驚剣のバリエーション。トールギス戦やブルードーガ戦などで使用。
漫画版では阿修羅丸戦でデカボーチョッパーのローターの回転を利用して使用。
爆界天昇（ばっかいてんしょう）
爆心丸での必殺技。エネルギーを体中に取り込み、周囲に大爆発を起こす奥義。

#### 武里天丸
太音ヶ志磨大丹頂（たねがしまだいたんちょう）
武里天丸が装備している大砲（おおづつ）。騎馬王丸の棋翔扇を砕いたり、天地城を炎上させるほどの破壊力を持つ。大丹頂弾は武里天丸の烏帽子の中に格納されている。大丹頂太音ヶ士磨と表記していたこともある。
今では3人がかりで撃たねばならぬほど巨大だが、かつての武里天丸はこれを片手で抱えて使用している。騎馬王丸が脅威の一つとして恐れ、失ったものの一つとしてあげるほど天宮における有名な武器の一つ。
『機動武闘伝Gガンダム』のジョンブルガンダムの武器であるビームライフルが原型。

#### 阿修羅丸
鬼神大鋸刀（きしんおおがとう）
阿修羅丸の主力とも言える大刀。名前の通り、刀身が鋸の刃の形をしているのが特徴。
刀・サスマタ・ナギナタ・ヤリ・金棒
鬼神大鋸刀を含む阿修羅丸武器各種。これらを普段は背中の籠に背負っているか腰に差している。
きつ突き
槍・薙刀・刺叉を啄木鳥のように乱れ突きする。
阿修羅電影斬（あしゅらでんえいざん）
全ての武器を装備し、兜の側面の二つの鬼面を出し、両腕を回転させ相手に突進すると同時に切り刻む。

#### 虚武羅忍群
虚武羅の鎧
虚武羅忍者達が普段背負っている鎧。大蛇の鎧という記述もある。いわゆる共生関係。自分の意思をもっており、空蝉や武器の展開、通信などの技が使える他、所有者の防御など単独での行動が可能。ある程度の大きさを変えることが可能。また、尻尾部分が本体であるので、他の部分がなくなっても尻尾さえあれば最低限の機能が使える。
原型はコブラガンダムのサポートメカから。
短刀
虚武羅忍群接近戦武器。『機動武闘伝Gガンダム』のガンダムシュピーゲルの接近戦の武器「シュピーゲルブレード」がモチーフ。
舞滅乱（ブーメラン）・翔天流（ショーテル）・尻尾蛇・コントロール吹き矢・手裏剣
虚武羅忍群武器各種。虚武羅の鎧の両端に搭載されているのが舞滅乱、角飾りに見立てているのが翔天流。コントロール吹き矢は、矢先にコンピュータウイルスが仕込まれており、相手に矢を飛ばし洗脳させる他、虚武羅丸ノ黒がブランベース攻略の際は監視カメラの索敵を困惑させ、隊員ジムたちのに眉間に当て何事も無かったかのように事態を忘却させる能力を発揮している。
意匠はコブラガンダムの武器ビームバイパーから。

#### 虚武羅丸
虚武羅神速（こぶらしんそく）
高速で移動する。勢いが強いため、体当たりのようになることも。
鏡転同血（きょうてんどうち）
他者に変身し技も真似る虚武羅忍群最終奥義。真似した技の頭には全て「鏡」がつく。忍びならではの追加効果も混ぜることが出来るが、キャプテンのソウルドライブのような内蔵装置を真似ることはできない。

#### 完全善大将軍
大鳳統刀（だいおうとうとう）
完全善大将軍の刀。
大両国技剣（だいりょうこくぎけん）
機動武者大神将の剣。巨大な刀で荒縄に封印を施し風雨に晒されていた。武里天丸は騎馬王丸戦におき、自城を奪われてからは、刀が安置されている場所に本陣を移した。これが変化して大鳳統刀になる。なお刀身は50mほどあり、これは大神将の背丈の約4倍はあると言われている。
金色の大鎧
完全善大将軍の纏う鎧。武者大神将が変化した物。
白金の宝船
完全善大将軍が使用する空飛ぶ船。頭部に馬の首をした装飾があるが、意思を持つらしく、ある程度自在に動く。ポーンリーオーの姿隠しの魔法を見破るなど多彩な機能を持つ。

#### 騎馬王丸
紫電凱（しでんがい）・斬馬王刀（ざんばおうとう）
騎馬王丸の武器。斬馬王刀は騎乗用で普段は紫電凱を使用。
騎馬旋（きばせん）
騎馬王丸の鎧。背中の翼状の装飾・棋翔扇（きしょうせん）は、普段が閉じているが戦闘時には展開する。
勢騎兜馬（せきとば）
騎馬王丸の兜。名の由来は『三国志』に登場する呂布の愛馬「赤兎馬」。
猛雷天破斬（もうらいてんぱざん）
紫電凱から雷状の衝撃波を放ち、相手を一掃する。
斬馬王刀雷撃波（ざんばおうとうらいげきは）
斬馬王刀から雷鳴を放つ。

#### 騎馬王衆

##### 東方不敗 爆覇丸
大木槌
酔舞・爆覇槌撃（すいぶ・ばくはついげき）
技の文字が描かれた六つのエネルギー弾を木槌で打ち出す技。キャプテンガンダムのライトライフルを破壊するほどの威力を誇る。
技名の由来はマスターガンダムの技の一つ「酔舞・再現江湖デッドリー・ウェイブ」から。

##### 天剣絶刀 猛禽丸
青龍刀
天の矢（てん-や）
猛禽丸が猛禽絶刀破を繰り出す際に使用する羽根手裏剣。
猛禽絶刀破（もうきんぜっとうは）
無数の天の矢を宙に舞い上がらせた後、「唸れ!天の矢!」の合図と共に敵に目掛けて打ち出す。
モチーフは、猛禽丸の出典であるガンダムヘブンズソード（鳥形飛行形態）の射撃技「ヘブンズダート」から。

##### 獅王争覇 機獣丸
機獣大乱射（きじゅうだいらんしゃ）
両肩、両腕に搭載されている大砲から弾丸を四方八方に乱射する。

##### 笑倣江湖 破餓音丸
破餓音鎧突進（はがねがいとっしん）
鎧を閉じて相手に向かって突進し、粉砕する。

#### ザコブッシ
雑魚短筒・雑魚刀・雑魚楯
ザコブッシの武器。

### ダークアクシズ

#### ザッパーザク
FZマシンガン
ザッパーザクが装備している2丁のマシンガン。また、外伝作品では速射後に薬莢を排出するという演出がされている。
『G-ARMS』でブラッディザクが装備しているゲーゼルM140マシンガンが元デザイン。
ガトリングガン
ザッパーザクの背中にマウントされているガトリングガン。FZマシンガンと併用する際はザクキャノンのように肩に乗せて発射する。
『G-ARMS』でブラッディザクが背中にマウントしているメガスマートガトリングガンが原型だが、電磁スピアは装備していない。
ヒートトマホーク
ザッパーザクの左肩（スパイクアーマー）に収納されているあらゆる物体を溶断する斧。
『G-ARMS』でブラッディザクが左肩に収納しているジャングルナイフ・キルマスターが原型。
アーマーミサイルランチャー
ザッパーザクの右肩（シールド）に内蔵されている。
ファイナルメガキャノン
ザッパーザクの頭部に内蔵されているメガ粒子砲。

#### グラップラーグフ
ヒートサーベル
グラップラーグフのシールドに収納されている剣。
ヒートロッド
グラップラーグフの右腕に仕込まれているグフ系MSではすっかりお馴染みの鞭。長距離の敵に向かって巻きつけ、電撃を喰らわすが、劇中では使用せず設定のみである。
シールド
グラップラーグフが装備している楯で、ヒートサーベルが収納されている他、ハサミ型のクローが仕込まれている。『機動戦士ガンダム 第08MS小隊』のグフカスタムが装備しているガトリングシールドが原型。
鉤爪アーム / ミサイルアーム
グラップラーグフの左腕のオプションパーツ。鉤爪アームは先端のGHクローによる近距離からの攻撃がメインで、ワイヤーも内蔵されており遠距離からの斬撃も可能。
ミサイルアームは遠距離からの攻撃がメインで、腕を展開させて相手にミサイル（通称：GHミサイル）を発射する。なお、親指はスコープとなる。また、こちらの場合はシールドをマウントできる。
これらのアームの取り外しはザコソルジャーが行っている。

#### デストロイヤードム
DTバズーカ
デストロイヤードムが常に愛用している武器。キャプテンによると標準が外れていてよく違うところに弾丸が飛んでくる。ドムが装備しているジャイアントバズが原型。
ダッシュローラー
デストロイヤードムの足裏に施されているデバイス。これによってホバー移動を可能としているほか、縦にすることで速く移動ができる。
ツインメガキャノン
デストロイヤードムの胸部に内蔵されているメガ粒子砲。
オペレーションジェノサイド
ギャロップのビーム砲と機関銃を起動させ、敵味方関係なく範囲を乱射する。
ファイナルオペレーション
ギャロップに内蔵されている全武具を展開し一斉射撃する。
オペレーションアタック
ギャロップからドリルを出し、相手に向かって突進する。

#### ドーガ四天王／ドーガボマー
ミサイル
グレードーガ、パープルドーガ、イエロードーガが翼部分に装備しているミサイル。それぞれ仕様が微妙に異なる。ブルードーガ、ドーガボマーは持っていない。
ガトリングシールド
イエロードーガが専用装備する三門ガトリングのついた楯。原型はヤクト・ドーガのメガ粒子砲付きのシールド。
ビームサーベル
ドーガ四天王の手甲部分に装備されているビームサーベル。
ビームライフル
ブルードーガ、ドーガボマーが装備するビームライフル。原型はヤクト・ドーガのビームアサルトライフル。
バルカン砲
全てのドーガが頭部に標準装備しているバルカン砲。

#### コマンダーサザビー
ファンネル
コマンダーサザビーの主力武器。普段は背部のファンネルコンテナに収納されている。コマンダーはザッパーザクたちにお仕置きする時に使うことが多かった。爆熱丸の天驚剣を相殺するなど、防御用として使用できる他、コンテナに搭載したまま可動光線砲としても使用可能。
小型メガ粒子砲
首元に二門、両肩部のバインダーに四門ずつ装備している小口径ビーム砲。さらに上記のファンネルコンテナからのビームも併用する事でより多くの光線を放つことができる。非常に広い射角を持ち、乱射して広範囲を攻撃する。
メガキャノン
コマンダーサザビーの腹部、両肩に各1門施されているメガ粒子砲。普段は外装に覆われており、使用時にはカバーが開いて強力なビーム砲を撃つ。おそらくコマンダーサザビーの武器としては最大の出力を持つと思われ、グレードーガはこれにより跡形もなく破壊された。
ビームサーベル
コマンダーサザビーの両方の手甲に内蔵されている武器。取り外して手持ち剣としても使用可能。
ファイナルメガキャノン
腹部、両肩のメガキャノンを最大出力かつ同時に放つ。
飛行突撃
高速移動形態に切り替わり、周りにフィールドを発生させ相手に体当たりする。

#### プロフェッサーガーベラ
高速万能器具
プロフェッサーガーベラの両腕に取り付けられている器具。通称：ギミックアーム。これを展開させ、電動鋸やペンチ、ドライバーなどの工具を取り出し、相手を解体する。また、射出することも可能。原型はガーベラ・テトラの両腕に装備されている機関銃。
ステーブラ
プロフェッサーガーベラの胸部に内蔵されている拘束道具。相手の身動きを封じ込め、電流を流して気を失わせる。
他にもビームマシンガン、ロングビームライフル、ビームサーベルを使う。

#### ザコソルジャー
ヒートホーク・ザコマシンガン・ザコランチャー
ザコソルジャーの武器。どちらもザクのヒートホークとザクマシンガンが原型。一方でザコランチャーはザク・マリンタイプのサブロックガンが原型。

#### ジェネラルジオング
デスレイン
口腔から放つ大口径ビーム砲。最大出力で放てばあらゆる時空を一撃で破壊してしまうとされるが、そのチャージにはきわめて長い時間が掛かる。最初に放った一射は不完全で僅か0.01％の出力しかなかったが、それでも天宮の山を吹き飛ばし、さらにネオトピア、ラクロア、ミノフス境界の時空にも大きな亀裂を発生させた。
原型はジオングの頭部メガ粒子砲。
5連メガ粒子砲
それぞれの腕の指先に一門ずつ、両腕を合わせて十門装備されたビーム砲。腕は宙空を自在に飛び回り、近づく敵をこのビーム砲で攻撃する。
原型はジオングの有線制御式5連装メガ粒子砲。ただし、こちらは完全に無線制御となっている。
宣戦の角（ファンネル）
ジェネラルの下部から生えるタケノコ状のトゲ。ジェネラル本体の周りを浮遊し、空から地上に向けて雨のように放たれる。地中に埋め込まれたものは巨大化して大地を侵食してしまう。
公式サイトではファンネルとされているが、ビーム砲は搭載しておらず、ミサイルのような実体兵器として使われる。

### 合体技
トリプルアタック
キャプテンのキャプテンパンチ、ゼロのヴァイオレットトルネード、爆熱丸の天驚剣を同時に放つ。
ダークストリーム・ファイナルヘルカタストロフ
ザッパーザクのファイナルメガキャノン、グラップラーグフのGHミサイル、デストロイヤードムのツインメガキャノンを同時に発射する三位一体技。
ストームサンダー・タイラント
ヴァイエイトのデュアル・ストームペイン、メリクリウスのプラネイト・サンダーレイジが合わさったことによって発生した大規模な台風で相手を捕らえ、電撃で追撃をかける。
突風の陣（とっぷ-じん）
虚武羅丸ノ青・虚武羅丸ノ黄・虚武羅丸ノ緑の連携忍法の一つで、遁甲の術で姿を消した後、相手の周囲を囲むように高速で疾走しながら剣戟を加える。
雷鳴の陣（らいめい-じん）
虚武羅丸ノ青・虚武羅丸ノ黄・虚武羅丸ノ緑の連携忍法の一つで、四方から放たれた鎖で対象の動きを封じ、電流を流す。
技のモチーフは、ヤザン・ゲーブル率いるヤザン隊が駆るハンブラビによる連携戦法「クモの巣」から。
ガンダムフォースがんばれアタック
ソウルドライブの力を最大限に発揮したハイパーキャプテン、フェザードラゴンと融合したゼロ、爆心の鎧を纏った爆熱丸が光に包まれて敵に特攻、一斉に攻撃をかける。最終話で使用した。

## 作風
世界設定としては、従来のSDガンダムを踏襲している。また、旧作に登場した「スペリオルドラゴン」や「頑駄無結晶」などの、過去の作品における重要な要素も一部設定を変えて使われている。反面、種族自体の設定には「ガンダムが喋ると口が点滅する」「騎士ガンダムの特異な生誕方法」「頑玉（武者頑駄無の生命）」等、独自の設定も多く含まれる。また、異文化に対するカルチャーショックを描いたシーンが多い。
また、勇者シリーズで見られた「ロボットと少年との交流と絆」といった描写も特徴の一つで、作中でもキャプテンガンダムと少年・シュウトとの交流によって育まれる友情と絆が展開される。
設定に時間や空間の要素を取り込んでいるため、明示的にコメントはされていないが、作品の設定構造は複雑に練られており、タイムパラドックスにも触れている。子ども向け作品ながら、SF作品ということを考慮しており、プロデューサーの堀口は「ハードSF」と称している。
SDガンダムで行われていたパロディも、違った形で多く採用されており、一部のシーンはそれぞれの出展作品にちなんでいるものだけではなく、あらゆるガンダム作品から引用されたものも存在する。その一例として脚本家の竹田はコマンダーサザビー／ザコレッドの台詞を書く際、「シャアの台詞を書くのは楽しかった」と思い出を話している。

## 制作
当初はシリアスなストーリーではなく、派遣会社のベビーシッターとなったキャプテンガンダムが、毎回ザコソルジャー達の盗んだものを取り返すという温和なストーリーだった。しかし、アメリカからベビーシッターの設定にクレームがつき、現在の形となる。
本作ではアニメーション全体がトゥーンシェーディング方式を取り入れた3DCGにより表現された、滑らかなフル3DCGアニメーションとなっている。この技術の使用により、製作時間とコストの大幅削減を実現している。
CGアニメーション製作の際、本作にはモーションキャプチャーが使われており、実際の人間の動きをトレースしつつ描かれている。第1話で、キャプテンガンダムがシールドを軸にキックアクションをするシーンは、放送前より本手法の代表的な1シーンとして紹介されている。この手法によって、サンリオピューロランドのアトラクションとして作られた特別編「破壊大将軍あらわる!!ザコ?」では、プロレスラーの橋本真也がアクター（声優も兼ねている）として参加している。
ただし、モーションキャプチャーは全て人間によって行われるため、人以外のキャラクターの製作には困難が付き物であることが、ダルタニアン岡崎がブログによって触れている。
本作品のCG製作は、製作時の全ての要素の洗い出した末、出来上がったデータを最終的に合わせている。加えて、デフォルメキャラという、モーションキャプチャーの役者とは異なる要素を持ったキャラクターを動かすため、デザインの通り動かせない、またはそれらが困難を極めたこともあった。爆熱丸の最初のデザインは、アクションするごとに角や肩などが身体の他の部分に当たってしまうものだったため、デザインの調整が施されたり、背中から剣を取り出すと、SDキャラクターがCG上自らの頭を叩き割る結果になってしまうなど。関連項目のマーガレット市長の件もそれに含まれる。また、本作の試作時には「武者○伝」のキャラクターがよく使用されていた。
また、製作時間やコスト削減の成功を収めた反面、ストーリー面においては余裕のない状況がいくつか生まれ、お蔵入りになってしまった展開も多く存在している。
モーションキャプチャーを担当した俳優には「着ぐるみに入っているように演じてくれ」という注文がなされるなどしている。また、多数のパーツが連鎖的に動き、弾かれたり絡まったりするロープの使用が3話以降使用禁止になり、後半はほとんどがワイヤーになっている。また、自然物は手間がかかるという理由で極力省かれている。
業界でもこの新しい製作体制は一目置かれており、スタッフがインタビューなどで度々それを語っている。実際、後述するように原作者の富野由悠季が興味を持ち、アポ無しで現場を見学しにいくほどであった。
製作の中で経験を重ねた結果、演出効果や製作効率は向上し、戦闘におけるスピード感や、ガンダムキャラクターの目の表情が多彩になるなど、描写は進歩していった。ザコソルジャーがひしめくシーンや天宮の合戦シーンなどにおいては、それぞれのアクションを明確に奥のキャラクターまで一つ一つ別に描写する等、セルアニメでは困難と言える試みも行われている。製作自体は2002年から本格始動し、放送前にほぼ完成していた。アフレコなども早くから済んでいた。
CGテクニカルディレクターである鈴木健一自身が「1話と26話では雲泥の差」「1話ごとにどんどん進化している」と、賞賛している。しかしスタッフ達は初期にも良いエピソードがあるので、是非見てほしいと語っている。
本作品にて培われたCG技術は、短編OVA『GUNDAM EVOLVE』の、鈴木健一が監督を務めた武者頑駄無編など、CG作品にいくつか生かされている。

### エピソード
原作者としてクレジットされている富野由悠季は、作品の製作体制に興味を持ち、現場に見学しにやってきたという。アポ無しであったため、スタッフは「T様が来た」と大騒ぎした。このエピソードがきっかけで、同じイニシャルを持つトールギスが「T様」と呼ばれることとなった。また、富野は時間があればコンテ作成をしたかったと意欲を見せていたという。
第1クールOP『SUNRISE』の作詞において、PUFFYが「燃え上がれ、君よ走れ」というファーストガンダムの「翔べ! ガンダム」の歌詞を使用したいと考え、作詞を手かげた井荻麟こと富野に許可を求めた。富野はこれを快諾したという。本作品に富野が関わったことが明確に示されているのはこのエピソードのみである。
アフレコは厳しく、キャプテンガンダム役の神谷によると「少しでも感情を出すとNGが出た」と語っている。また、シュウト役の朴も「いつでも代わりは用意できる」と平気で言われたなどと語っていた。
キャプテンガンダム役の神谷浩史は、小さい頃からガンダムに乗ることが夢であり、「ガンダムになるとは思わなかった」とコメントしているが、デスサイズをはじめ端役を多く演じた伊藤健太郎は「ガンダムに乗られるとは思わなかった」と語っている。
SDガンダム嫌いを度々公言している池田秀一は、本作品には割合愛着を見せる発言をインタビューにおいて行っている。（SDガンダムが苦手だったことにも触れている）コマンダーサザビーとの決戦収録の前の飲み会において、酔った勢いで神谷に「本当に倒す気で来い」と語ってしまったことを明らかにしており、本作品への情熱を訴えている。
本作品は口パクがルーズなキャラクターが多く、非常にアドリブのしやすい環境だったと監督の阿部が語っている。副監督の近藤曰く「野放し状態」とのこと。特にザコソルジャーの声優は全員男性であることから、女性陣がザコソルジャーを演じたがるという一幕もあったという。
本作品の作曲にはハリウッドオーケストラが用いられた。
キャプテンガンダムのマスクの下に口があるということにも意見が多い。

### スタッフ
本作ではCGやVFXなどの分野に詳しい実写映画監督の阿部雄一（現アベユーイチ）および副監督として数多くのアニメ作品において監督や演出を務めた経験を持つ近藤信宏が起用された。副監督という役職を設けた理由は、実写とアニメ両方の面の要素を取り入れるためで、それぞれに明るい人物を配して新しいCGアニメーションを作るという意図を持った布陣であった。
- 企画 - サンライズ
- 原作 - 矢立肇、富野由悠季
- 監督 - 阿部雄一
- 副監督 - 近藤信宏
- キャラクターデザイン - 木村貴宏
- SDデザイン - レイアップ、高倉武史、横井孝二、カトキハジメ
- アクションコーディネーター - カラサワイサオ
- タイトル&グラフィックデザイン - 萩原栄一
- 美術デザイン - 統月剛
- 色彩設計 - 横山さよ子
- CGディレクター - 稲野義信
- CGテクニカルディレクター - 鈴木健一
- CGモデル・スーパーバイザー - 小高忠男
- CGプロデューサー - 松野美茂
- 編集 - 下川竜一
- 音響監督 - 百瀬慶一
- 音楽 - 池頼広
- 音楽協力 - テレビ東京ミュージック･サンライズ音楽出版･真野昇
- プロデューサー - 山川典夫、堀口滋、小水流正勝
- 製作 - テレビ東京・サンライズ・創通エージェンシー

## 放送リスト
アメリカでは全話放送を前に打ち切られた。

### 誕生!ガンダムフォース編
未来都市ネオトピアの生物を侵略軍ダークアクシズが石化させる。しかし防衛機関S.D.G.の戦士キャプテンガンダムが少年シュウトの応援を得つつ敵を撃退。別次元から来たゼロや爆熱丸、キャプテンの教官ガンバイカーも仲間に加わった。
| 話 | 放送日        | サブタイトル               | 脚本                    | 絵コンテ | 演出     | ザコザコアワー                                                   |
| -- | ------------- | -------------------------- | ----------------------- | -------- | -------- | ---------------------------------------------------------------- |
| 1  | 2004年 1月7日 | その名はキャプテン         | 中村浩二郎              | 阿部雄一 | 阿部雄一 | -                                                                |
| 2  | 1月14日       | 輝け！ソウルドライブ       | 中村浩二郎              | 近藤信宏 | 近藤信宏 | -                                                                |
| 3  | 1月21日       | 天駆ける騎士 ゼロ          | 樋口達人                | 原博     | 鎌田恭彦 | -                                                                |
| 4  | 1月28日       | 敵のムサイ艦を叩け！       | 竹田裕一郎              | 岡嶋国敏 | 岡嶋国敏 | -                                                                |
| 5  | 2月4日        | 結成！ガンダムフォース     | 兵頭一歩                | 北村真咲 | 北村真咲 | -                                                                |
| 6  | 2月11日       | 炎の武者、ネオトピアを征く | 中村浩二郎              | 近藤信宏 | 下田久人 | 何故我々ダークアクシズは勝てないのか？                           |
| 7  | 2月18日       | 激走！ガンバイカー！       | 樋口達人 アベユウイチ   | 原博     | 山田弘和 | こんなの持ってるのに何故我々は勝てないのか？                     |
| 8  | 2月25日       | 姫とケーキと翼の騎士       | 竹田裕一郎 アベユウイチ | 鎌田恭彦 | 鎌田恭彦 | 俺達が仕切ります！                                               |
| 9  | 3月3日        | 爆熱丸奮闘記               | 兵頭一歩                | 北村真咲 | 北村真咲 | コォラァ！今回も出番が少なかったぞ！俺様の活躍を忘れてないか？！ |
| 10 | 3月10日       | 必殺！トリプルアタック！   | 田中哲生                | 下田久人 | 下田久人 | -                                                                |

### 迷宮のラクロア編
次元転送の実験中、ガンダム3人とシュウトはゼロの故郷ラクロアに漂着する。だがそこはダークアクシズとその仲間トールギスのために荒廃。ゼロたちは現地の三つ子の少年たちの協力を得てトールギスを打倒し、精霊の卵を手にした。
| 話 | 放送日  | サブタイトル         | 脚本                    | 絵コンテ | 演出     | ザコザコアワー |
| -- | ------- | -------------------- | ----------------------- | -------- | -------- | -------------- |
| 11 | 3月17日 | 迷宮のラクロア・前編 | 高橋ナツコ アベユウイチ | 北村真咲 | 岡嶋国敏 | -              |
| 12 | 3月24日 | 迷宮のラクロア・中編 | 高橋ナツコ アベユウイチ | 山本裕介 | 鎌田恭彦 | -              |
| 13 | 3月31日 | 迷宮のラクロア・後編 | アベユウイチ            | 近藤信宏 | 山田弘和 | -              |

### 侵略!ネオトピア編
敵となった友・阿修羅丸との悲しき戦いを経た爆熱丸。やがてS.D.G.の空中基地も狙われる中、ついに敵は本格的な侵攻を開始した。これに対しキャプテンはパワーの源=ソウルドライブで対抗し、さらに強敵コマンダーサザビーも倒す。
| 話 | 放送日  | サブタイトル                   | 脚本                    | 絵コンテ | 演出     | ザコザコアワー                                                     |
| -- | ------- | ------------------------------ | ----------------------- | -------- | -------- | ------------------------------------------------------------------ |
| 14 | 4月7日  | ガンダムフォースの秘密にせまれ | 中村浩二郎              | 近藤信宏 | 下田久人 | コムサイの思い出を偲ぶザコ…                                        |
| 15 | 4月14日 | 音速の翼 ガンイーグル！        | 樋口達人                | 紅優     | 中山敦史 | あれ？いない…                                                      |
| 16 | 4月21日 | 深海の覇者 ガンダイバー！      | 竹田裕一郎 近藤信宏     | 山田弘和 | 山田弘和 | 何故我々ダークアクシズはこんなにいろいろ持ってるのに勝てないのか？ |
| 17 | 4月28日 | 新たな刺客、その名は阿修羅丸   | 兵頭一歩                | 北村真咲 | 菊地雄一 | 武者頑駄無ってなんなのよ？                                         |
| 18 | 5月5日  | S.D.G.基地 危機一髪！          | 田中哲生                | 鎌田恭彦 | 鎌田恭彦 | 武者頑駄無ってなんなのよ？2                                        |
| 19 | 5月12日 | 決闘！爆熱丸対阿修羅丸         | 樋口達人                | 山本裕介 | 山本裕介 | 武者頑駄無ってなんなのよ？3                                        |
| 20 | 5月19日 | フェンの災難                   | 中村浩二郎 アベユウイチ | 陽希     | 下田久人 | T様再登場おめでとう！                                              |
| 21 | 5月26日 | 覚醒！フェザードラゴン         | 竹田裕一郎              | 奥山潔   | 菊地雄一 | エーン！T様どうなったの？！                                        |
| 22 | 6月2日  | ビグ・ザム強襲                 | 田中哲生 アベユウイチ   | 北村真咲 | 山田弘和 | -                                                                  |
| 23 | 6月9日  | 発動！キャプテンシステム       | 竹田裕一郎 アベユウイチ | 望月智充 | 望月智充 | -                                                                  |
| 24 | 6月16日 | ピンチ！ソウルドライブ強奪     | 兵頭一歩 アベユウイチ   | 窪岡俊之 | 中山敦史 | -                                                                  |
| 25 | 6月23日 | ネオトピア最大の危機           | 樋口達人                | 近藤信宏 | 菊地雄一 | -                                                                  |
| 26 | 6月30日 | 決戦！コマンダー対キャプテン   | 中村浩二郎 アベユウイチ | 山本裕介 | 山本裕介 | △<                                                                 |

### 漂流?ミノフス境海編
別次元を向かうキャプテンたちは異空間ミノフス境海で謎の子供武者・元気丸と出会う。そんな一行にまたも襲いかかるトールギスは、凶戦士エピオンへと変貌。ゼロは精霊フェザードラゴンの力でゼロカスタムとなり、敵を撃退する。
| 話 | 放送日  | サブタイトル                     | 脚本         | 絵コンテ | 演出     | ザコザコアワー                                                             |
| -- | ------- | -------------------------------- | ------------ | -------- | -------- | -------------------------------------------------------------------------- |
| 27 | 7月7日  | 突入！ダークアクシズ             | 竹田裕一郎   | 近藤信宏 | 近藤信宏 | 何で真っ白になっちゃったんだマグナムサイ？改めガンダムサイ                 |
| 28 | 7月14日 | 三つの道                         | 竹田裕一郎   | 阿部雄一 | 阿部雄一 | ザコ達は本当にダークアクシズへ帰れるのか？                                 |
| 29 | 7月21日 | 必殺技封印！？ミノフス境海の脅威 | 沼田やすひろ | 窪岡俊之 | 下田久人 | やっぱりホントにどうしてもザコ達はダークアクシズに帰れないのか？           |
| 30 | 7月28日 | 復活！俺たちが主役だ！？         | 沼田やすひろ | 奥山潔   | 菊地雄一 | グラップラーグフ様とデストロイヤードム様はどうしてガンダムサイにいたのか？ |
| 31 | 8月4日  | 魔剣エピオン                     | 竹田裕一郎   | 中山敦史 | 中山敦史 | なぜトールギス様はミノスフ境海にいたのか？                                 |
| 32 | 8月11日 | エピオン強襲！                   | 竹田裕一郎   | 山本裕介 | 山本裕介 | 狂戦士エピオンとはなんだったのか？                                         |

### 激突!闇の騎士編
ラクロアで憧れのリリジマーナ・ミヤ・ド・ラクロア姫を救うゼロだが、彼女は混乱の元凶である騎士デスサイズが作り出した偽者だった。黒リリ姫はシュウトと心を通わせるもデスサイズの手により消滅。ゼロたちはトールギスの支援も得てデスサイズを倒すのだった。
第37話「激突! 闇のデスサイズ」にてリリジマーナ姫（本人）が2人いるというミスがある。
| 話 | 放送日  | サブタイトル               | 脚本         | 絵コンテ | 演出         | ザコザコアワー                                   |
| -- | ------- | -------------------------- | ------------ | -------- | ------------ | ------------------------------------------------ |
| 33 | 8月18日 | 奪還！呪われしラクロア姫   | 沼田やすひろ | 須永司   | 井上ジェット | ザコ達のいないガンダムサイってどうなってんのよ？ |
| 34 | 8月25日 | 黒き衣のラクロア姫         | 沼田やすひろ | 近藤信宏 | 堀井慎也     | ラクロアってこんなところだったの？               |
| 35 | 9月1日  | 天下一等！元気丸〜っ！の巻 | 沼田やすひろ | 須永司   | 下田久人     | なんでポーンがこんなことしてるのか？             |
| 36 | 9月8日  | おにぎりと英知の園         | 根元歳三     | 窪岡俊之 | 八木毅       | 英知の園って一体なんなのよ？                     |
| 37 | 9月15日 | 激突！闇のデスサイズ       | 根元歳三     | 須永司   | 中山敦史     | 愛ってなんだ？                                   |

### 漂流?ミノフス境海編2
本物のリリ姫が復活するがラクロア全土の回復は困難に等しい。一行を乗せた戦艦ガンダムサイが再びミノフス境海を航行する中、今度は最高幹部のプロフェッサーガーベラや騎馬王丸が続々と来襲。騎馬王丸の猛攻で一行は爆熱丸の故郷・天宮へと漂着する。
| 話 | 放送日   | サブタイトル           | 脚本                      | 絵コンテ     | 演出         | ザコザコアワー                                     |
| -- | -------- | ---------------------- | ------------------------- | ------------ | ------------ | -------------------------------------------------- |
| 38 | 9月22日  | リリ姫、復活！         | アベユウイチ              | 井上ジェット | 井上ジェット | ラクロアの姫ってなんだ？                           |
| 39 | 9月29日  | ガーベラの呼び声       | 沼田やすひろ アベユウイチ | 近藤信宏     | 鎌田恭彦     | ガーベラ様の正体ってなんだ？                       |
| 40 | 10月6日  | 騎馬王丸、襲来！       | 根元歳三                  | 山本裕介     | 山本裕介     | 騎馬王丸様の強さの秘密を探れ！                     |
| 41 | 10月13日 | 囚われたシュウトとリリ | 竹田裕一郎 アベユウイチ   | 須永司       | 八木毅       | この方は誰だ！揺れるガンダムサイからお送りします！ |

### 天下統一!天宮編
天宮では覇業に燃える騎馬王丸に対し、老武将・武里天丸の軍が抵抗を続けていた。乱戦の中、元気丸が騎馬王丸の息子だと判明。強大な機動武者大神将の力も制する元気丸、そして強化した爆熱丸やキャプテンたちの活躍で戦いは終わる。
| 話 | 放送日   | サブタイトル                   | 脚本                      | 絵コンテ | 演出         | ザコザコアワー                     |
| -- | -------- | ------------------------------ | ------------------------- | -------- | ------------ | ---------------------------------- |
| 42 | 10月20日 | 戦乱の天宮                     | 竹田裕一郎                | 堀井慎也 | 堀井慎也     | こんな所にもビグザムがいたの！     |
| 43 | 10月27日 | 究極の一手！騎馬王丸対シュウト | 竹田裕一郎                | 中山敦史 | 中山敦史     | って…誰もいないザコ！              |
| 44 | 11月3日  | 爆心丸、炎上！！               | 根元歳三                  | 近藤信宏 | 下田久人     | 武里天丸軍の戦力を見極めるブッシ！ |
| 45 | 11月10日 | ガンダムフォース集合！！       | 根元歳三                  | 須永司   | 井上ジェット | 騎馬王衆ってなにブッシ？           |
| 46 | 11月17日 | 虚武羅丸の涙                   | 沼田やすひろ アベユウイチ | 須永司   | 堀井慎也     | 虚武羅丸の秘密を探れブッシ！       |
| 47 | 11月24日 | 起動！武者大神将               | 竹田裕一郎 アベユウイチ   | 鎌田恭彦 | 鎌田恭彦     | -                                  |
| 48 | 12月1日  | 炎の天地城、元気丸の叫び！     | 竹田裕一郎 アベユウイチ   | 近藤信宏 | 下田久人     | -                                  |

### 決戦!ダークアクシズ編
天宮にダークアクシズの魔神ジェネラルジオングが来襲。魔神に取り込まれたシュウトはロボットと人間が争いあう悪夢を見せられるが、キャプテンたちガンダムフォースが強敵を打倒。天宮、ラクロア、ネオトピアに平和が戻った。
| 話 | 放送日   | サブタイトル                 | 脚本                  | 絵コンテ | 演出         | ザコザコアワー |
| -- | -------- | ---------------------------- | --------------------- | -------- | ------------ | -------------- |
| 49 | 12月8日  | 破滅への序曲、ガーベラの正体 | 根元歳三 アベユウイチ | 須永司   | 中山敦史     |                |
| 50 | 12月15日 | 世界消失！？ジェネラルの脅威 | 根元歳三 アベユウイチ | 窪岡俊之 | 井上ジェット |                |
| 51 | 12月22日 | 大決戦！ジェネラルVSみんな   | 根元歳三 アベユウイチ | 山本裕介 | 鎌田恭彦     |                |
| 52 | 12月29日 | 帰り道                       | アベユウイチ          | 近藤信宏 | 近藤信宏     | △              |

## 主題歌
ソニー・ミュージックエンタテインメントのアーティストのタイアップが中心となっている。
オープニングテーマ
『SUNRISE』（1月 - 3月）
歌 - PUFFY
『LOVE & PEACE』（4月 - 6月）
歌 - little by little
『太陽に焦がれて』（7月 - 12月）
歌 - 晴晴゛
51話では本曲のフルバージョンが挿入歌として使用された。
エンディングテーマ
『信じる力』（1月 - 3月）
歌 - Whiteberry
『ココロオドル』（4月 - 6月）
歌 - nobodyknows+
『キミと僕』（7月 - 9月）
歌 - I WiSH
『恋しくて…。』（10月 - 12月）
歌 - Les.R（レ・アール）

## ネット局
| 放送期間（または、放送体制） | 放送時間           | 放送局         | 対象地域       | 備考           |
| ---------------------------- | ------------------ | -------------- | -------------- | -------------- |
| 2004年1月7日 -12月29日       | 水曜 18:00 - 18:30 | テレビ東京     | 関東広域圏     | 製作局         |
|                              |                    | テレビ北海道   | 北海道         |                |
|                              |                    | テレビ愛知     | 愛知県         |                |
|                              |                    | テレビ大阪     | 大阪府         |                |
|                              |                    | テレビせとうち | 岡山県・香川県 |                |
|                              |                    | TVQ九州放送    | 福岡県         |                |
| 遅れネット                   | 水曜 15:00 - 15:30 | 仙台放送       | 宮城県         | フジテレビ系列 |
|                              | 金曜 8:00 - 8:30   | びわ湖放送     | 滋賀県         | 独立局         |
|                              | 日曜 8:30 - 9:00   | テレビ和歌山   | 和歌山県       | 独立局         |

本作はBSジャパンでも放送されていたが、ガンダムエースを除いてアニメ雑誌等で取り上げられることも少なかった。最高視聴率3.2%、最低視聴率1.0%、平均視聴率2.1%。

## 関連商品

### 映像・音楽ソフト
レンタルDVDとしてのリリースは全13巻はTV放送後すぐにリリースされた。セルDVDは2008年9月26日にボックスとして発売された。それ以前より、アメリカでは放送された2クールまでセルDVDが発売されていたが、日本でのDVD-BOX発売決定告知の前に、放送されなかった後半のDVD化が進められた。
オリジナルサウンドトラックは1作のみで、劇中で使用された一部の曲が収められていない。

### 玩具
2008年5月9日にコレクションBOXの発売が発表された後は、様々な展開が再び行われ、DVD-BOX発売記念と連動したカードダスのスペシャル特典として、初の描き下ろしによるガンダムフォースがカードダス化されることとなったり、イベントも多数行われ、プラモデルの再発売も行われた。
TVシリーズとしての前作である『機動戦士ガンダムSEED』の低価格プラモデルを踏襲したプラモデルシリーズや、可動することを重点に置かれた玩具『SDフレクション』シリーズが主に製作された。しかし、前者は低価格を求めた結果造型や可動が以前と同様に簡略化され、逆にフレクションは後に解消されたものの初期の造型はアニメに似せているとは言い難く、SDガンダム玩具としても定価がやや高額であった。結果、プラモデル・フレクションシリーズ両者ともに、玩具の売り上げは不振に終わった。なお、SDフレクションの兄弟商品とも言える『SDアーカイブ』も不振であった。
フレクションシリーズには、企画されたもののお流れになったキャラクターがいくつか存在する。海外のみの発売となったものも複数ある。一部の未発売品は監督のアベが所蔵していたが、オールナイトイベントの際ファンの手に渡った。

## 関連作品

### 漫画
漫画版『SDガンダムフォース』
あおきけい&みかまるが担当するアニメ版SDガンダムフォースのコミカライズ。コミックボンボンにて2004年1月号から2005年8月号まで連載された。
アニメを忠実に再現されているが、登場人物の設定やストーリーの展開などはアニメと大きく異なっており、SD戦国伝系統のコミックワールドのように、アニメとは大きく異なる独自の作品となっている。最終巻では独自のザコザコアワーが収録されている。
| 話数 | サブタイトル                                         | 掲載号       | アニメ該当話                                            |
| ---- | ---------------------------------------------------- | ------------ | ------------------------------------------------------- |
| 1    | パワー全開! キャプテンガンダム                       | 2004年 1月号 | 1話                                                     |
| 2    | 華麗に参上! 翼の騎士ゼロ                             | 2月号        | 3話（一部2話Aパート、4話Bパート終盤）                   |
| 3    | 砂漠の熱戦!! 爆熱丸見参!!                            | 3月号        | 5話                                                     |
| 4    | ラクロアの救世主 友情パワーで勝利をつかめ!!          | 4月号        | 11話 - 13話                                             |
| 5    | 突撃! S.D.G.の新戦力!                                | 5月号        | 15話 - 17話Aパート （一部14話Aパート、20話Bパート終盤） |
| 6    | 強襲! 天宮からの刺客                                 | 6月号        | 17話Aパート中盤 - 19話（一部21話Aパート）               |
| 7    | ネオトピア最大の危機! キャプテンシステム発動せよ!    | 7月号        | 20話 - 24話                                             |
| 8    | コマンダーサザビー出現! 取り戻せ! ソウルドライブ!!   | 8月号        | 25話 - 26話                                             |
| 9    | ガンダムフォース反撃開始! 救え! ラクロアの都と石の姫 | 9月号        | 27話 - 32話                                             |
| 10   | 銀翼の騎士飛翔!! 光で闇を射ち破れ!!                  | 10月号       | 37話（一部8話Bパート）                                  |
| 11   | 緊急着任! ハイパーキャプテンガンダム                 | 11月号       | 38話 - 41話（一部52話Bパート）                          |
| 12   | 戦乱の天宮! ちびっこ武者元気丸まかりとおる!!         | 12月号       | 42話（一部27話 - 28話）                                 |
| 13   | まとえ! 伝説の鎧!! 爆心丸 武者魂炎上!!!              | 2005年 1月号 | 44話                                                    |
| 14   | いざ天守閣決戦!! 炎の究極奥義で王手だ!!!             | 2月号        | 44話Bパート中盤 - 45話                                  |
| 15   | キャプテンVS.キャプテン!? 虚武羅丸の忍術を断て!!     | 3月号        | 46話 - 47話Aパート                                      |
| 16   | 元気丸 涙の大神将起動!!                              | 4月号        | 47話Aパート中盤 - 48話                                  |
| 17   | 魔神復活へ!? 暗黒の使者ガーベラ強襲!!                | 5月号        | 49話Aパート                                             |
| 18   | キャプテン後継機マドナッグ 悪夢の兄弟対決!!          | 6月号        | 49話Bパート                                             |
| 19   | 世界は滅びるのか!? ジェネラルジオング降臨!!          | 7月号        | 50話                                                    |
| 20   | 輝ける未来へ! ガンダムフォース総攻撃!!               | 8月号        | 51話 - 52話                                             |
- アニメ版との相違点

- ストーリー面

第1話、シュウトがジムたちと野球をしている最中でダークアクシズに遭遇する。
第3話、キャプテンガンダムがスフィンクスロボの熱風から爆熱丸を庇い、左腕を溶かされる。
第4話、ドア、ノア、コアがポーンリーオー達に襲われる。ゼロがキャプテンと爆熱丸と手を組んでトールギスを撃退する。
第5話、ガンイーグル、ガンダイバーズが同時出撃する。
第6話、阿修羅丸は、ブランベースサテライトワイヤー付近でゼロと爆熱丸の行く手を阻む。最期は爆熱丸のデカボーチョッパーのローターを使った「大回転天驚剣」によって戦死する。ブランベースサテライトワイヤーの中間地点が虚武羅丸に外され、ブランベースが落下しかける。
第7話、トールギス戦でガンイーグルが援護に駆けつける。キャプテンシステム作動中にコマンダーサザビーがソウルドライブを奪う。
第8話、ドーガ四天王が爆熱丸にあっさりと倒される。コマンダーサザビーは、キャプテンに自分にもソウルドライブを持っていることを明かし、ファイナルメガキャノンでキャプテンを倒すが、シュウトとゼロ、爆熱丸の応援によって復活したキャプテンによりソウルドライブ諸共体を貫かれる。
第9話、トールギスが既に凶戦士エピオンに変貌した姿で登場する。
第10話、キャプテンがデスサイズの放った魔法光弾からゼロを庇い、中破する。バグバグがキャプテンの力により白バグバグに変化し、ラクロアの石化を解く。
第11話。ラクロアが平和になった後、リリジマーナ・ミヤド・ラクロア姫が半ば強引にガンダムフォースのメンバーになる。キャプテンがハイパーキャプテンに生まれ変わり、プロフェッサーガーベラを撃退する。
第13話、爆熱丸は、騎馬王丸の「猛雷天破斬」により鎧を破壊されるが、清い心を取り戻し爆心丸へパワーアップした。
第14話、騎馬王衆は爆心丸を圧倒するが、最期は「爆界天翔」により敗北するが、一命を取り留める。
第15話、虚武羅丸はガンダムフォースの前に立ちふさがり、奥義「鏡転同血」でキャプテンと交戦。最期はゼロとキャプテンの連携攻撃に敗れ、キャプテンに叩きつけられ戦死する。
第18話、マドナッグは一時的に正気を取り戻し溶鉱炉に落ちそうになったキャプテンを助けるが、ジェネラルジオングに撃たれ溶鉱炉に落とされる。
- キャラクター

爆熱丸とガンイーグルの性格が若干変わっている。
ザッパーザクとグラップラーグフ、デストロイヤードムの関係が良好になっている。
デストロイヤードムと凶戦士エピオンの台詞が多い。
ポーンリーオーはダークアクシズの派遣部隊という設定。
マドナッグの一人称が「オレ」に変わっている。

ザコザコフォース
月刊ガンダムエースで連載されていたSDガンダムフォースのパラレル外伝。漫画形式だが絵は本編同様のセル画を意識した3DCGである。
SDGら本来味方であるキャラクター達が悪役として描かれており、キャプテンに至ってはコマンダーサザビーとの決戦後「ここはロボットが支配する世界だ」という台詞を吐くほど。他にも体育座りでいじけるトールギスや、スティールドラゴンの幼態スチームドラゴンなどが登場するなど、本編とは大幅に改編されている。単行本化は2011年現在予定されていないが、コレクションBOXの特典「ザコザコディスク」に収録されている。
『SDガンダムフォース外伝』
細井雄二の描くSDガンダムフォースの外伝。本編と多少設定が噛み合わない部分があるものの、基本的に原作の裏設定を中心に描いている。
『SDガンダムフォース4コマ漫画劇場』
あずま勇輝の描くSDガンダムフォースの読み切り4コマ漫画。この作品のキャプテンたちはフルカラーの大きさになっている。

#### 漫画版のみ登場した技
トルネードキャプテンパンチ
ゼロのヴァイオレットトルネードを利用してキャプテンパンチを放つゼロとの連携技。
ハイパートルネードキャプテンパンチ
トルネードキャプテンパンチの強化版。さらに百烈ハイパーキャプテンパンチを放つ。
大回転V天驚剣（だいかいてんVてんきょうけん）
五聖剣ノ武と道をキャプテンのVロッドに装着させ、刀身に炎を帯びさせ敵を薙ぎ払う応用技。
百烈ハイパーキャプテンパンチ
ハイパーキャプテンパンチを連発する応用技。
魔法弾（正式名称不明）
騎士デスサイズがスティールデスシザーズから放つ魔法の弾丸。キャプテンガンダムを一時的に機能停止状態に陥れるほどの破壊力を誇る。
ダークネスVアタック
プロフェッサーガーベラの技。ハイパーキャプテン同様、ハイパーモードに切り換え、エネルギーをチャージし、Vアンテナから発射する。

### ゲーム

#### GBA版『SDガンダムフォース』
SDガンダムフォース初のアクションゲーム作品。
アニメ第1話から第26話までのストーリーがモチーフとなっているが、ゲームの展開上、アニメ版と異なる点が多い。
また、各ステージに存在するピンク色のハロを全て集めた後、キャラクターセレクトである条件を満たしてキャプテンガンダムを選択するとハイパーキャプテンガンダムが使用可能になる。

#### 大決戦! 次元海賊デ・スカール!!
SDガンダムフォース 大決戦! 次元海賊デ・スカール!!を参照。

#### SDガンダムフォース カードゲーム
ネオトピア編が発売された。

### アニメ
『夢のタイムマシン〜SDガンダムフォース「破壊大将軍あらわる!!」ザコ?』
2004年7月3日からサンリオピューロランド、7月17日から大分ハーモニーランドでイベント上映された4Dアニメーション。上映時間約20分。原作にも通ずる設定が出てくる。映像に合わせて動くモーションシートに、香りのシステム、立体レーザーも導入された。上映終了後、映像はセルDVD特典として同封された。
スタッフ
- 監督 - 鎌田恭彦
- CGディレクター - 稲野義信
- CGテクニカルディレクター - 鈴木健一
- CGモデルスーパーバイザー - 小高忠男
- 監修 - 近藤信宏
- 映像制作 - サンライズ

『ガンダムビルドダイバーズ』
　2018年に放送されたガンプラをモチーフとしたアニメ作品。此のアニメの舞台となるGBN（ガンプラバトル・ネクサスオンライン）のゲーム運営長を行う「ゲームマスター・カツラギ（声：竹本英史）」のアバターキャラとしてガンダイバーの姿として登場を果たし、アニメ版最終話ではガンチョッパーとなりバグ修復を支援した。その後、2019年に放送された続編「ガンダムビルドダイバーズRe:RISE」で再登場。GBNの支配を企む敵に対してガンパンツァーに乗ってバグ修復を務めた。

## イベント
DVD発売決定後は、バンダイチャンネルでオリジナルのキャンペーンが実施され、さらにオールナイト上映会も開催された。オールナイトイベントの開催からそのまま実現した、監督らがメインのDVD発売記念トークショーで、神谷浩史はこのイベントのためにビデオレターを残している。イベントには、当時放送していた『機動戦士ガンダム00』の武道館イベントのためいけず残念と語ったうえで、作品への思い入れを語り、キャプテンガンダムの決め台詞（武装火器を〜〜のくだり）を何も見ずに言ってみせた。上述の通り、アフレコは放送よりずっと前であったが、独特なので今でも覚えていると語っている。また、自宅には、未だに本作品のフィギュア『SDフレクションシリーズ』を飾っていることを明かした。

## 続編構想
本作品は、ジュネラルの正体・残りの五聖剣の行方・ソウルドライブの出所・敵役の生死不明者の謎・英知の園の巨人の足跡・ダークアクシズ要塞の行方など、謎のキーワードや伏線が残されたまま終了している。これらは、監督の阿部自身が『第二部・次元パトロール編』という続編を想定した伏線として残したことを、雑誌やトークショーなどで明かしている。
この構想は、ダークアクシズが次元を跨いだ侵略行為を行ったことから起こった次元の歪み（アベ曰く『次元骨折』）を正しに行くというストーリーである。現在はシュウト達が次元を行き来しているため次元は無事だが、生き残っているダークアクシズ要塞を放っておくと、ラクロアと天宮（ソラディオラーマ）が消滅してしまう。そのため、次元パトロールや大将軍、スペリオルドラゴンらは、それらの歪みを修復するために奔走するという展開である。ダークアクシズとの完全決着・シュウトとリリ、セーラの三角関係・敵に捕らえられ敵として現れるセーラなど、構想もいくつか練られている。
DVD-BOX特典『ザコザコアワーSpecial Edition』にて構想の一部が映像化されている。